# Édgar Méndez
Édgar Antonio Méndez Ortega, noto semplicemente come Édgar Méndez (Arafo, 30 aprile 1991), è un calciatore spagnolo, centrocampista svincolato.

## Carriera
Ha giocato nella prima divisione spagnola ed in quella messicana.

## Palmarès

### Club

#### Competizioni internazionali
- Leagues Cup: 1

Cruz Azul: 2019